# Russell Vis
Russell Vis (* 22. Juni 1900 in Grand Rapids (Michigan); † 1. April 1990) war ein US-amerikanischer Ringer.

## Werdegang
Er erlernte das Ringen auf dem College und wurde Sieger von mehreren High-School-Championships von Oregon. 1916 kam er zum Olympic Club of San Francisco. Er gewann viele regionale Meisterschaften und die Pacific-Coast-Championships 1918. 1919 zog seine Familie nach Los Angeles und er trat dem Los Angeles Athletic Club bei, dem er über 60 Jahre angehörte. Er beteiligte sich nun auch an den amerikanischen Meisterschaften der AAU und gewann von 1921 bis 1924 den Titel im Leichtgewicht, Freistil, in Folge, ohne eine einzige Niederlage. Zum Höhepunkt seiner Laufbahn wurden die Olympischen Spiele 1924 in Paris, wo er Olympiasieger wurde. 
Russell Vis war ein self-made-man, der ohne größere Unterstützung von außen seinen Weg machte. Deshalb unterstützte er nach seiner aktiven Zeit die Jugend, die zum Ringen gefunden hatte, über eine lange Zeit.

## Internationale Erfolge
- 1924, Goldmedaille, Olympische Spiele in Paris, Freistil, Leichtgewicht, mit Siegen über Montgomery, Kanada, Pouvroux, Frankreich, Arvo Haavisto, Finnland und Volmar Vikström, Finnland.